# Roubaix
Roubaix (nizozemsko Robaais) je staro industrijsko mesto in občina v severnem francoskem departmaju Nord regije Nord-Pas-de-Calais-Pikardija. S skoraj 100.000 tisoč prebivalci je tretje največje mesto v regiji po Lillu in Amiensu. Skupaj z bližnjimi mesti Lille, Tourcoing, Villeneuve-d'Ascq in šestinosemdesetimi drugimi občinami je del lillega metropolitanskega območja, ki ima več kot milijon prebivalcev.
V preteklosti je prevladovala tekstilna industrija. Roubaix je bil eno od središč Industrijske revolucije v Franciji, zato so ga imenovali tudi francoski Manchester ali mesto tisočerih dimnikov. V 1970. letih je kriza v lokalni tekstilni industriji povzročila velike socialne in okoljske težave.

## Geografija
Naselje leži v severni Franciji ob istoimenskem vodnem kanalu vzhodno od Lilla, južno od Tourcoinga, ob meji z Belgijo.

## Administracija
Roubaix je sedež dveh kantonov:
- Kanton Roubaix-1 (del občine Roubaix: 72.914 prebivalcev),
- Kanton Roubaix-2 (del občine Roubaix, občini Leers, Wattrelos: 73.930 prebivalcev).

Vsi štirje kantoni se nahajajo v okrožju Lille.

## Znamenitosti
Roubaix je od leta 2001 na seznamu francoskih umetnostno-zgodovinskih mest.
- Cerkev sv. Jožefa,
- Muzej sodobne umetnosti, La Piscine,
- Muzej tekstila,
- Park Barbieux.

## Šport
Roubaix je s svojim velodromom ciljno prizorišče vsakoletne kolesarske enodnevne dirke profesionalcev Pariz-Roubaix.

## Pobratena mesta
- 1969  Bradford (Združeno kraljestvo)
- 1969  Mönchengladbach (Nemčija)
- 1969  Verviers (Belgija)
- 1973  Skopje (Makedonija)
- 1981  Prato (Italija)
- 1993  Sosnoviéc (Poljska)
- 2000  Covilhã (Portugalska)
- 2003  Bouïra (Alžirija)